# Championnat européen de go
 (août 2022).
Le Championnat européen de go ou Congrès européen de go (en anglais, EGC pour European Go Congress) est un tournoi annuel de jeu de go et le plus important organisé par la Fédération européenne de go (EGF). C'est une compétition Open de 10 rondes, le champion étant le joueur totalisant le plus de victoires. Il dure deux semaines, au rythme d'une ronde par jour. Les meilleurs joueurs de go européens s'y disputent le titre de Champion Européen.
Depuis la première édition qui s'est déroulée en 1938, le congrès se déroule chaque année dans une ville européenne différente.

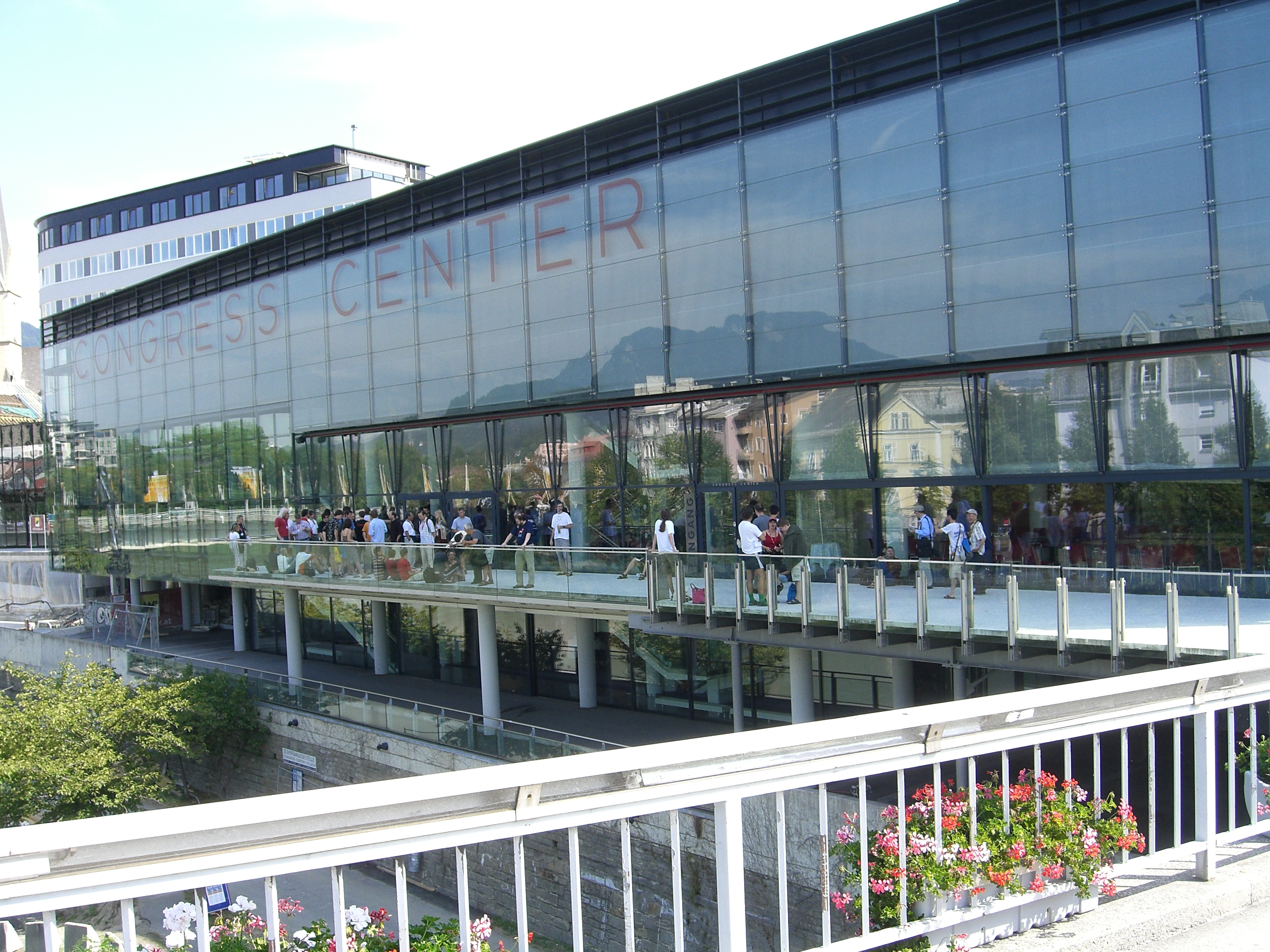
Lieu du 'Congrès de Villach', Autriche, pendant l'EGC de 2007

L'affluence est grandissante d'année en année, passant de moins de 200 joueurs en 1980 à environ 800 joueurs actuellement.

## Histoire
Le premier championnat européen de go a été organisé en 1938.
Néanmoins, la première édition dans la période actuelle est datée de 1957 organisé à Cuxhaven, en Allemagne.
L'Allemagne a d'ailleurs été la nation dominante européenne.
En 1961, le cinquième championnat se déroule à Baden, où ont été présents des joueurs de go professionnels Japonais (Kensaku Segoe et Utaro Hashimoto).
En 1976, durant le congrès de Cambridge, les 150 joueurs Européens ont agrémenté leur quête au titre par de nombreuses compétitions diversifiées, telles qu'un tournoi en "blitz".
Les festivités ont alors été décrites par le United Press International, couvrant l'évènement, comme « deux semaines d'orgies de go »
En 1977, le 21e championnat s'est déroulé aux Pays-Bas à Rijswijk.
Même s'ils n'ont pas été autorisés à participer à la compétition, deux joueurs professionnels Japonais ont proposé des parties en simultanée. Des séminaires sur la théorie du jeu de go, le go assisté par ordinateur et le jeu en "blitz" ont également eu lieu.
Deux vainqueurs du championnat Européen ont déjà gouté à la victoire en tant que champion junior, dans diverses catégories d'âge (moins de 12, moins de 16 et moins de 18 ans) : Alexandre Dinerchtein (devenu joueur professionnel en Corée) et Ilya Shikshin.
La formule a légèrement changé en 2011 où les meilleurs européens à l'issue des 7 premières rondes sont qualifiés pour une phase finale, les perdants se retrouvant progressivement de nouveau dans le championnat "open". Le gagnant de la finale est le champion européen en titre, le titre open étant remis au gagnant de la compétition globale.

## Évènements majeurs récents

### République tchèque 2005
À Prague, Alexandre Dinerchtein a battu Catalin Taranu lors de la cinquième ronde.

### Italie 2006
À Frascati, Alexandre Dinerchtein a perdu contre le Champion 2001 Andrei Kulkov à la sixième ronde.
Svetlana Shikshina s'empare du titre.

### Autriche 2007
À Villach, Ilya Shikshin remporte le titre malgré une défaite face à Dinerchtein à la 8e ronde.

### Suède 2008
À Leksand, Ondrej Silt, joueur de République tchèque bat Catalin Taranu lors de la quatrième ronde.
À la 5e ronde, Alexandre Dinerchtein bat sa compatriote et championne 2006 Svetlana Shikshina.
Catalin Taranu remporte une victoire importante contre Ilya Shikshin lors de la 8e ronde.
Le joueur de go professionnel 5e Dan Catalin Taranu devient ainsi le deuxième joueur roumain à endosser le titre de champion européen.

### Pays-Bas 2009
À Groningue, le jeune joueur Français 5e dan Thomas Debarre gagne contre Catalin Taranu lors de la quatrième ronde.
Lors de la ronde suivante, le Néerlandais Rob van Zeijst, triple champion Européen, tombe face à Dinerchtein.
La 9e ronde voit la victoire de Catalin Taranu face à Alexandre Dinerchtein ; ce dernier qui, malgré cette défaire, reste devant et remporte le titre au "Tiebreak", soit son 7e titre.

### Finlande 2010
À Tampere, en tant que premier fait majeur, Cornel Burzo de Roumanie bat le champion en titre Alexandre Dinerchtein. Catalin Taranu bat Rob Van Zeijst dans la troisième ronde.
La quatrième ronde présente une partie particulièrement longue entre Catalin Taranu et Ilya Shikshin. Ces deux joueurs sont les seuls à ce niveau de la compétition à être invaincu. Shikshin remporte la victoire et continue sa série par une 6e victoire.
Le jeune Artem Kachanovskyy d'Ukraine stoppe l'ascension victorieuse de Shikshin lors de la 7e ronde. Le championnat se jouera dans les prochaines rondes entre ces deux joueurs. Kachanovskyy prend un avantage non négligeable en battant le Hongrois Csaba Mero à la 8e ronde, et le champion jeune 2009, l'Israélien Ali Jabarin, lors de la 9e ronde, mais il échoue face à un joueur Coréen nommé Kim JungHyeop lors de sa dernière ronde. Shikshin s'empare du titre en gagnant face à Cristian Pop à la 8e ronde et Dinerchtein lors de la dernière ronde.
Pendant ce tournoi, les deux prétendants au titre ont réussi à battre des joueurs coréens, permettant de confirmer la montée du niveau européen.
Il s'agit également du deuxième sacre d'Ilya Shikshin.

### France 2011
Le championnat se tient en 2011 à Talence sur le campus de l'université de Bordeaux I, du 23 juillet au 6 août.
L'affluence frise les records au vu des pré-inscriptions, montrant ainsi l'augmentation de l'attractivité du jeu de go en Europe. Le nombre total de joueurs a été de 766.
L'événement est organisé par la Fédération française de go (FFG).
Les pré-inscriptions annoncent déjà la venue de nombreux champions et prétendant au titre, notamment :
- Catalin Taranu
- Ilya Shikshin
- Svetlana Shikshina
- Alexandre Dinerchtein
- Artem Kachanovsky
- Cristian Pop

Cette édition comporte de nombreux évènements importants, notamment :
- Le premier Pandanet Go European Team Championship : une nouvelle compétition organisé par Pandanet où les pays qualifiés (à savoir la Roumanie, la Hongrie, la Russie et l'Ukraine) se sont disputé le titre de nation championne d'Europe.
- Des parties de l'importante compétition Chinoise China Weiqi League se sont déroulées également pendant l'évènement.

Yumi Hotta, l'auteur de Hikaru no Go, a honoré le congrès de sa présence et participé à une conférence.
Pour la troisième année consécutive, Zhuyeqing Tea - le sponsor officiel de l'Équipe Nationale de go de Chine - est le principal sponsor du congrès.
Kim Youngsam, joueur coréen (7D), fait sensation dès la première ronde en gagnant contre le vice-champion en titre, l'Ukrainien Artem Kachanovsky.
Deux résultats notables lors de la deuxième ronde : le champion de France, Thomas Debarre gagne contre le joueur roumain Cristian Pop, le Tchèque Ondrej Silt remporte la victoire face au champion en titre Ilya Shikshin. Également à signaler : Kim Youngsam gagne également face au Hongrois Pal Palogh.
La troisième ronde voit un duel coréen entre Kim Youngsam et Jeon Sang Youn, remporté par le premier. Ondrej Silt poursuit ses performances en battant Alexandre Dinerchtein. Il en est de même pour Thomas Debarre qui remporte la victoire face à Cornel Burzo. Catalin Taranu bat Csaba Mero.
Ondrej Silt ne parvient pas à freiner Kim Youngsam lors de la quatrième ronde et Thomas Debarre ne parvient pas à renouveler sa victoire face à un joueur professionnel en perdant contre Catalin Taranu. Le jeune Serbe Dusan Mitic remporte une victoire importante face à Artem Kachanovsky.
Kim Youngsam engrange les victoires en battant Catalin Taranu lors de la cinquième ronde. Ilya Shikshin bat son compatriote Alexandre Dinerchtein. Dusan Mitic gagne contre Thomas Debarre, Cristian Pop contre Csaba Mero.
Chaque victoire est importante pour les Européens pour une qualification pour la finale. Les résultats notables de la sixième ronde sont :
- Ilya Shikshin gagne contre Cristian Pop
- Catalin Taranu gagne contre Jeon Sang Youn
- Kim Youngsam continue son excellent parcours en battant Dusan Mitic.

La dernière ronde décisive pour la qualification est la septième dont certains résultats sont :
- la victoire de Kim Youngsam contre Ilya Shikshin
- la victoire d'Artem Kachanovsky contre Pal Balogh
- dans la partie entre Roumains, la victoire de Cornel Burzo face à Cristian Pop
- dans le duel fratricide "Mitic", la victoire de Dusan face à Nikola.

Le classement des Européens avant la phase finale est :
- Catalin Taranu
- Ondrej Silt
- Ilya Shikshin
- Dusan Mitic
- Thomas Debarre
- Alexandre Dinerchtein
- Artem Kachanovsky
- Cornel Burzo
- Dimitry Surin

Les deux derniers joueurs étant à égalité parfaite à la fin de la septième ronde, une partie de départage est organisée et est remporté par le joueur Roumain.

#### Finale Européenne
- Quarts
  - Shikshin bat Debarre
  - Taranu bat Burzo
  - Kachanovsky bat Silt
  - Dinerchtein bat Mitic
- Demies
  - Shikshin bat Kachanovsky
  - Taranu bat Dinerchtein

La finale oppose Catalin Taranu à Ilya Shikshin, ce dernier remportant la partie et est sacré Champion Européen.
La "petite finale" est remporté par Artem Kachanovsky face à Alexandre Dinerchtein.

#### Open
La fin du championnat open montre la suprématie définitive de Kim Youngsam sur la compétition en accusant aucune défaite. Il est sacré champion Open.
Il est a noté les résultats suivants :
- la victoire du duel hongrois par Pal Balogh face à Csaba Mero lors de la 9e ronde
- la victoire d'Ondrej Silt lors du classico face à Pal Balogh lors de la dernière ronde.

### Allemagne 2012
L'édition 2012 se déroule le long du Rhin, dans les locaux municipaux de la ville de Bonn-Bad Godesberg, du 21 juillet au 4 août 2012.
Les résultats notables sont :

#### Ronde 1
- Cristian Pop bat le vice champion de France Rémi Campagnie
- le champion open en titre Kim YoungSam est battu par son compatriote Song JunHyup, constituant une première surprise à la suite des prestations du champion open l'année d'avant.
- Ondrej Silt bat le champion de France en titre Thomas Debarre.

#### Ronde 2
- Ilya Shikshin bat Cristian Pop
- Ondrej Silt bat Pal Balogh

#### Ronde 3
- Le champion européen en titre Ilya Shikshin bat le champion open français Motoki Noguchi
- Cornel Burzo bat Ondrej Silt

#### Ronde 4
- Cornel Burzo bat Zhao Pei et se hisse temporairement à la deuxième place du classement
- le champion de France Thomas Debarre bat Cristian Pop
- le champion en titre Ilya Shikshin perd contre le coréen Song JunHyup

#### Ronde 6
- Ion Florescu, actuel président de la Fédération roumaine de go bat Pal Balogh

#### Ronde 7
- Ilya Shikshin bat Jan Simara
- Thomas Debarre bat Ion Florescu
- Antti Tömänen bat Motoki Noguchi

#### Play Off
À la fin de la 7e ronde, le classement des européens donne :
- 1. Ilya Shikshin (6 victoires)
- 2. Ondrej Silt (5 victoires)
- 3. Cornel Burzo (5 victoires)
- 4. Thomas Debarre (5 victoires)
- 5. Antti Törmänen (5 victoires)
- 6. Cristian Pop (4 victoires)
- 7. Jan Simara (4 victoires)
- 8. Zhao Pei (4 victoires)
- 9. Ion Florescu (4 victoires)
- 10. Mateusz Surma (4 victoires)
- 11. Pavol Lisy (4 victoires)

Le nombre de places pour la phase finale étant limité à 8, un play-off est organisé :
- Pop contre Surma (vainqueur Surma)
- Florescu contre Lisy (vainqueur Lisy)
- Simara contre Zhao (vainqueur Simara)

#### Finale européenne

##### Quarts de finale
- Shikshin contre Surma : Shikshin vainqueur
- Debarre contre Törmänen : Debarre vainqueur
- Silt contre Lisy : Lisy vainqueur
- Burzo contre Simara : Simara vainqueur

##### Demi-finales
- Shikshin contre Debarre : Shikshin vainqueur
- Lisy contre Simara : Simara vainqueur

##### Finale
- Shikshin contre Simara : Jan Simara est le nouveau champion d'Europe !

##### "petite" finale
- Debarre contre Lisy

## Pologne 2013
Situé à Olsztyn en Pologne.
Fan Hui, devenu français en 2013, bat Lisy Pavol en finale. Il n'a perdu aucune de ses parties durant la quinzaine. Le Français Thomas Debarre s'incline en demi contre Lisy Pavol.

## Roumanie 2014
L'ancienne capitale européenne de la culture, Sibiu, est la ville organisatrice du congrès 2014.
Fan Hui bat Alexandre Dinerchtein en finale, devenant champion d'Europe pour la seconde fois, mais le tournoi open est remporté par le professionnel chinois Tong Yulin (4p), qui n'a perdu aucune partie durant la quinzaine.

## République tchèque 2015
Liberec est la ville organisatrice du congrès en 2015.
Fan Hui remporte la finale face à Ali Jabarin, devenant champion d'Europe pour la troisième année consécutive.

## Allemagne 2023
Leipzig est la ville organisatrice du congrès du 22 juillet au 5 août 2023.
Andrij Kravets vainc Ali Jabarin (2p) en finale. Ashe Vàsquez remporte la troisième place face à Frederik Blomback (4p).

## Les championnats planifiés
Habituellement les congrès sont planifiés 3 ans à l'avance, afin d'obtenir la présence de près de 800 joueurs par édition.
L'édition 2024 se déroulera du 26 juillet au 10 août à Toulouse .

## Liste des champions européens
Comme publié sur le site de la Fédération européenne de go:
Le championnat est open en 1984, et à partir de 1989 (mais pas de 1985 à 1988).